# Dominik Plechatý
Dominik Plechatý, né le 18 avril 1999 à Zvole en Tchéquie, est un footballeur tchèque qui évolue au poste de défenseur central au Slovan Liberec.

## Biographie

### En club
Dominik Plechatý est formé par le Sparta Prague mais c'est au FC Sellier & Bellot Vlašim (en), où il est prêté en 2018, qu'il fait ses débuts en professionnel, en deuxième division tchèque.
En janvier 2019, il est contacté par Tomáš Rosický, le directeur sportif du Sparta Prague, qui lui annonce qu'il est intégré à l'équipe première. Il joue son premier match pour le Sparta le 10 février 2019, lors d'une rencontre de championnat face au Bohemians 1905. Il est titulaire lors de cette rencontre remportée par son équipe sur le score de un but à zéro.
Le 8 juillet 2019, Dominik Plechatý est prêté pour une saison au FK Jablonec.
Il est de retour au Sparta Prague pour la saison 2020-2021. Avec le Sparta il découvre la coupe d'Europe, jouant son premier match lors d'une rencontre de Ligue Europa, le 29 octobre 2020 face au Milan AC. Il entre en jeu à la place de David Lischka et son équipe s'incline par trois buts à zéro.
Le 6 septembre 2021 Plechatý est prêté jusqu'à la fin de la saison au Slovan Liberec. Il s'impose comme un titulaire dans la défense du Slovan Liberec mais il est touché par une blessure à la mi-mars, ce qui met un terme à sa saison. Son prêt est toutefois prolongé d'une saison le 15 juin 2022.
Lors de l'été 2024, Dominik Plechatý rejoint définitivement le Slovan Liberec. Le transfert est officialisé le 31 mai 2024 et il signe un contrat courant jusqu'en juin 2027.

### En sélection
Dominik Plechatý joue son premier match avec l'équipe de Tchéquie espoirs le 22 mars 2019, face à l'Islande, rencontre qui se termine sur un match nul (1-1).